# Sailele Tuilaʻepa Malielegaoi

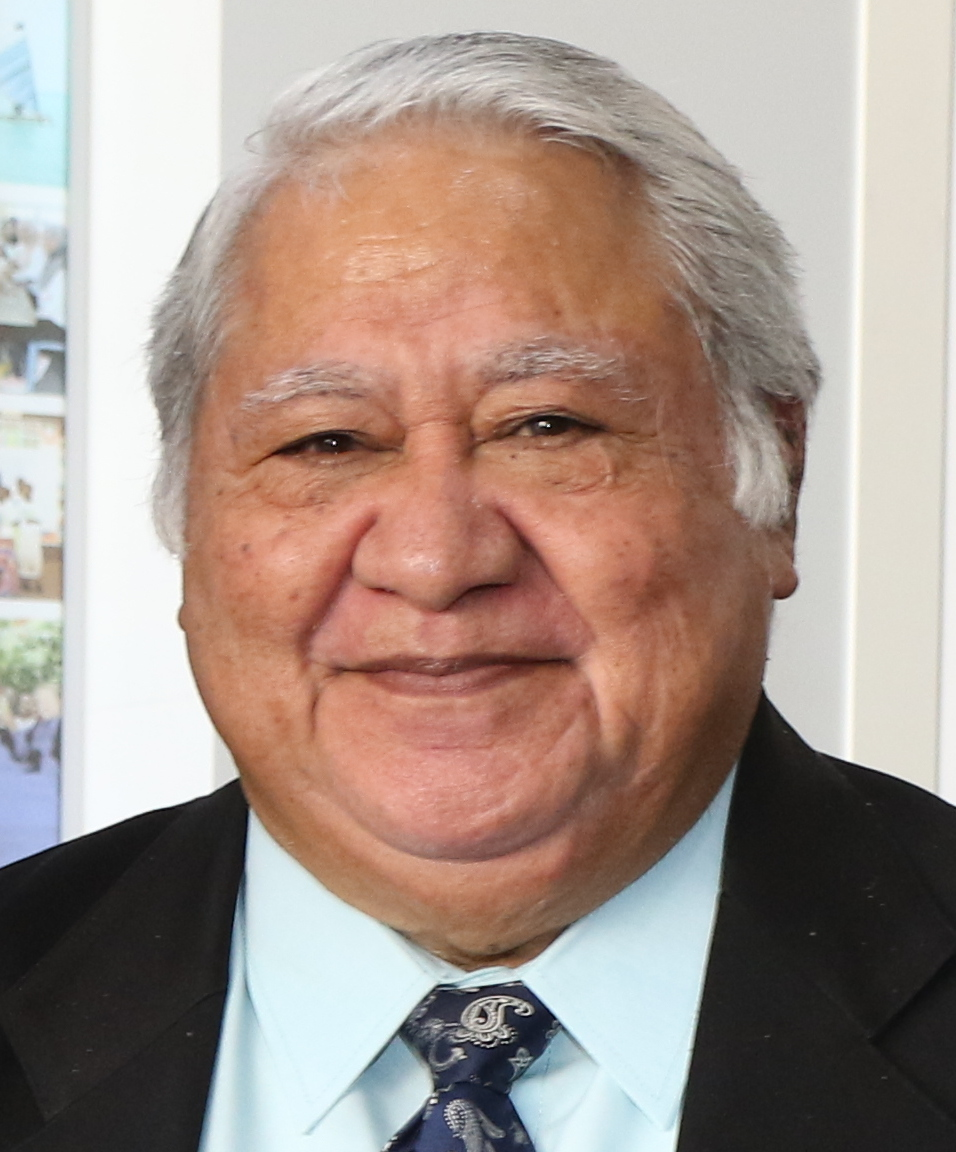
Sailele Tuila'epa Malielegaoi (2018)

Sailele Tuilaʻepa Malielegaoi (* 14. April 1945) ist ein ehemaliger Premierminister und Außenminister des Unabhängigen Staates von Samoa und Vorsitzender der Human Rights Protection Party (HRPR), die von 1988 bis 2021 regierte und eine gemäßigt konservative Linie verfolgt.
Sein Amtsantritt war am 24. November 1998; 2001, 2006, 2011 und 2016 wurde er wiedergewählt. Die Wahlen vom 9. April 2021 ergaben keine Mehrheit. Der Gleichstand war auf einen zusätzlich hinzugefügten Parlamentssitz zurückzuführen, was die Oppositionspartei Faʻatuatua i le Atua Samoa ua Tasi (FAST) anprangerte. Der Oberste Gerichtshof entschied zugunsten der Opposition, die somit mit Hilfe eines unabhängigen Sitzinhabers auf eine Mehrheit kam. Naomi Mataʻafa wurde trotz Protesten der HRPR am 24. Mai 2021 als neue Premierministerin vereidigt.
Er ist Volkswirt und der erste Samoaner, der ein Studium mit einem Diplom abgeschlossen hat. Vor seinem Amtsantritt arbeitete er für die Europäische Wirtschaftsgemeinschaft und Coopers & Lybrand und wurde 1980 in das samoanische Parlament gewählt.
Sein korrekter vollständiger Name ist offiziell (2007) Tuilaepa Aiono Sailele Malielegaoi bzw. Tuilaʻepa Lupesoliai Sailele Malielegaoi.